# فروردین ۱۳۹۱
فروردین ۱۳۹۱، اولین ماه سال ۱۳۹۱ هجری خورشیدی است.
آغاز آن سه شنبه: ‌۱ فروردین ۱۳۹۱ (۲۰ مارس ۲۰۱۲ میلادی)